# Destaque (1982)
Destaque  iniciou a sua publicação em Novembro de 1982 (6 números) inscrevendo-se na dinâmica de construção de uma nova Lisboa cosmopolita que começava a emergir nessa década de 80, em espaços como o Frágil, a Loja da Atalaia e o Pap'Açorda de Manuel Reis, ou a Loja Branca de Maria Manuela Gonçalves. Espaços que contribuíram para a criação de uma certa nova forma de estar estreitamente ligada a novos padrões de gosto e de consumo.